# Bueil
Bueil é uma comuna francesa na região administrativa da Normandia, no departamento de Eure. Estende-se por uma área de 4,91 km². Em 2010 a comuna tinha 1 647 habitantes (densidade: 335,4 hab./km²).